# Anita Pethő
Anita Pethő est une joueuse hongroise de volley-ball née le 4 août 1979 à Kerepestracsa. Elle mesure 1,83 m et joue au poste de réceptionneuse-attaquante. Elle a totalisé 51 sélections en équipe de Hongrie.

## Clubs
| Club                | De        | À         |
| ------------------- | --------- | --------- |
| Budapest SE-FCSM    | 1996-1997 | 2003-2004 |
| Vasas SC Budapest   | 2004-2005 | 2004-2005 |
| Gazélec Béziers     | 2005-2006 | 2005-2006 |
| USSP Albi           | 2006-2007 | 2007-2008 |
| Nova Branik Maribor | 2008-2009 | 2009-2010 |
| Nantes Volley       | 2010-2011 | 2010-2011 |
| Markopoulo Revoil   | 2011-2012 | 2011-2012 |
| OK Gorica           | 2016-2017 | …         |

## Palmarès
- Coupe de Hongrie
  - Vainqueur : 2005
- Championnat de Hongrie
  - Vainqueur: 2005
- Championnat de Slovénie
  - Vainqueur: 2009